# István Szívós (1920)
Pour les articles homonymes, voir István Szívós.
István Szívós (né le 20 août 1920 à Szeged et mort le 22 juin 1992 à Budapest) est un nageur et joueur de water-polo hongrois. Il est le père du joueur de water-polo István Szívós.
Joueur du MTK Budapest et du Budapest VSC et sélectionné en équipe de Hongrie de water-polo masculin, il est champion olympique aux Jeux olympiques d'été de 1952 et en 1956 et vice-champion olympique en 1948. Il participe au 200 mètres brasse aux Jeux de 1956 mais ne parvient pas à sortir des séries de qualification.